# Gert Girschkowski
Gert Girschkowski (* 23. November 1944) ist ein ehemaliger deutscher Fußballtorwart. Der Torhüter hat beim Hamburger SV von 1968 bis 1971 in der Fußball-Bundesliga 25 Ligaspiele absolviert.

## Karriere
Gert Girschkowski wechselte 1968 vom VfL Oldesloe aus der Amateurliga Schleswig-Holstein in die Bundesliga zum Hamburger SV. Bei den Hamburgern war er hinter Özcan Arkoç die Nummer zwei im Tor. Der 1,91 Meter große Girschkowski debütierte am 30. November 1968 bei einem 2:2-Auswärtsremis gegen Eintracht Frankfurt in der Bundesliga. Bei einem „der besten Spiele der ganzen Saison“ bildeten Holger Dieckmann, Egon Horst, Willi Schulz und Jürgen Kurbjuhn die Defensivabteilung vor dem Debütanten im Tor. Zuvor war er schon in der Intertoto-Runde gegen Malmö FF und Slovan Bratislava, wie auch am 20. November im Messepokal gegen Slavia Prag (4:1) zum Einsatz gekommen. Unter Trainer Kurt Koch und dem Technischen Direktor Georg Knöpfle belegte der HSV am Rundenende den 6. Rang; Girschkowski hatte in vier Bundesligaspielen mitgewirkt.
Als in seiner zweiten HSV-Saison 1969/70 Georg Knöpfle das Ruder wieder alleine übernahm, lieferte sich der Mann aus Oldesloe mit Özcan einen ausgeglichenen Kampf um die Nummer 1 im HSV-Tor. Özcan kam auf 18, Girschkowski auf 17 Bundesligaeinsätze und die Rautenträger belegten am Rundenende den sechsten Rang. Bei den Neuverpflichtungen hatte man mit Klaus Zaczyk, Norbert Hof, Peter Nogly und Siegfried Beyer eine gute Nase bewiesen. Den ersten Rundeneinsatz in der Bundesliga hatte Girschkowski am 1. November 1969 bei einem 2:0-Heimsieg gegen Hannover 96. Mit seinem 17. Spiel am 3. Mai 1970 wurde die Saison durch einen 5:1-Erfolg gegen Eintracht Frankfurt beendet. Hierbei wurde er in der Defensive in erster Linie von Helmut Sandmann, den Neuzugängen Nogly und Hof sowie Jürgen Kurbjuhn unterstützt und Knöpfle wurde damit in die Trainerrente entlassen.
Als Nachfolger des Trainerseniors übernahm der junge Klaus-Dieter Ochs zur Saison 1970/71 das Amt bei den Rothosen und er entschied sich klar für Özcan als die Nummer 1; Girschkowski kam wie in seiner ersten Saison nur zu vier Rundeneinsätzen. Am 1. Mai 1971 bestritt er bei einem 2:1-Heimerfolg gegen Eintracht Braunschweig sein letztes Bundesligaspiel. Durch Vermittlung seines Mannschaftskollegen Uwe Seeler erhielt Girschkowski anschließend ein Volontariat beim Norddeutschen Rundfunk (NDR) und wechselte parallel zum Regionalligisten Phönix Lübeck. Noch während der laufenden Saison 1971/72 beendete er seine sportliche  Laufbahn, um sich auf seine Journalistentätigkeit zu konzentrieren. Später war Girschkowski beim NDR als Fernsehredakteur angestellt.
Die Saison 1971/72 hatte er mit seinen neuen Mannschaftskollegen von Phönix Lübeck in der zweitklassigen Fußball-Regionalliga Nord am 15. August 1971 mit einem 2:2-Heimremis gegen den FC St. Pauli eröffnet. Unter Trainer Emil Izsó und mit Spielkameraden wie Jochen Aido und Wolfgang Kampf absolvierte der Torhüter 27 Saisonspiele und beendete danach seine fußballerische Laufbahn.